# 譚林九號

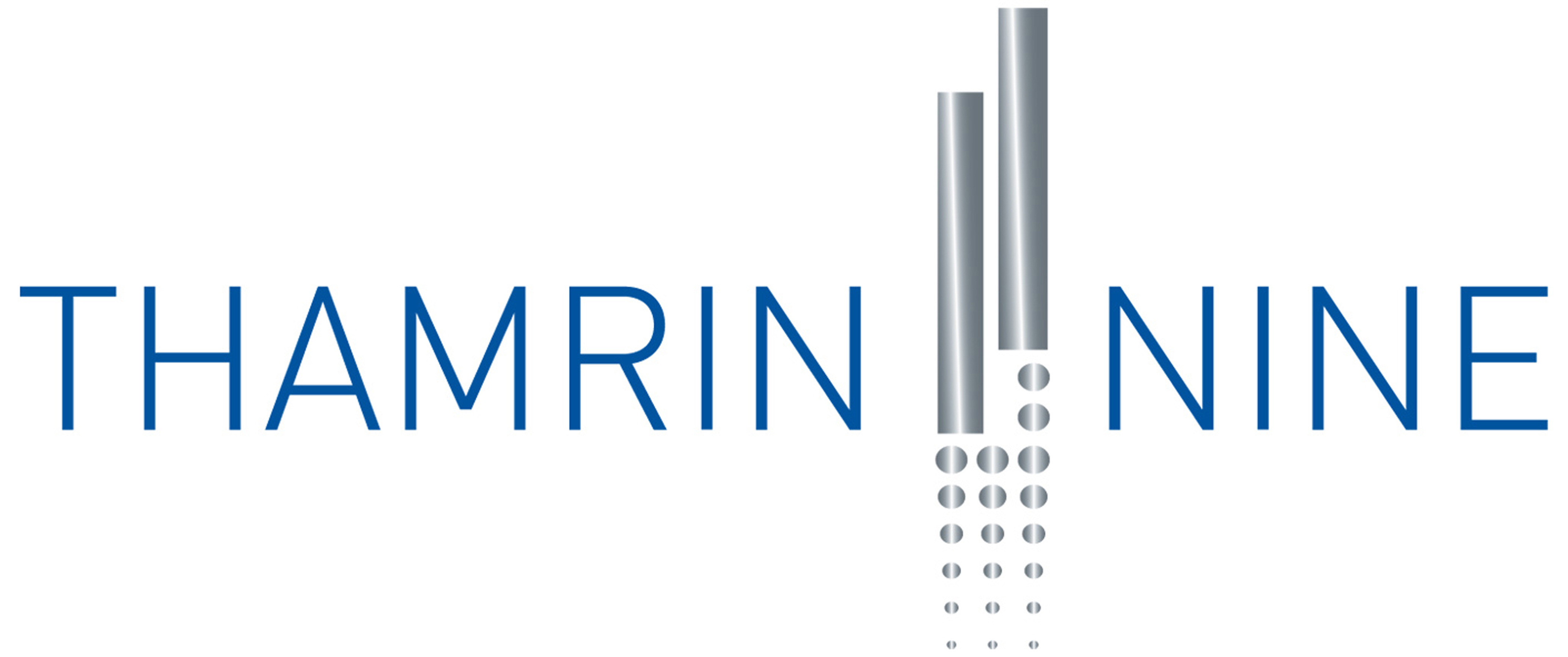
譚林九號宣传图

譚林九號（Thamrin Nine）是位於印尼雅加達的建築群，由兩棟摩天大樓組成：署名大廈（Autograph Tower），高382.9公尺，是印尼第一高樓、也是南半球最高建築物；另一棟是光明大廈（Luminary Tower），高301.2公尺。譚林九號位在中雅加達行政市M·H·譚林路上，該道路以印尼民族英雄穆罕默德·胡斯尼·譚林命名。